# 무기와 인간

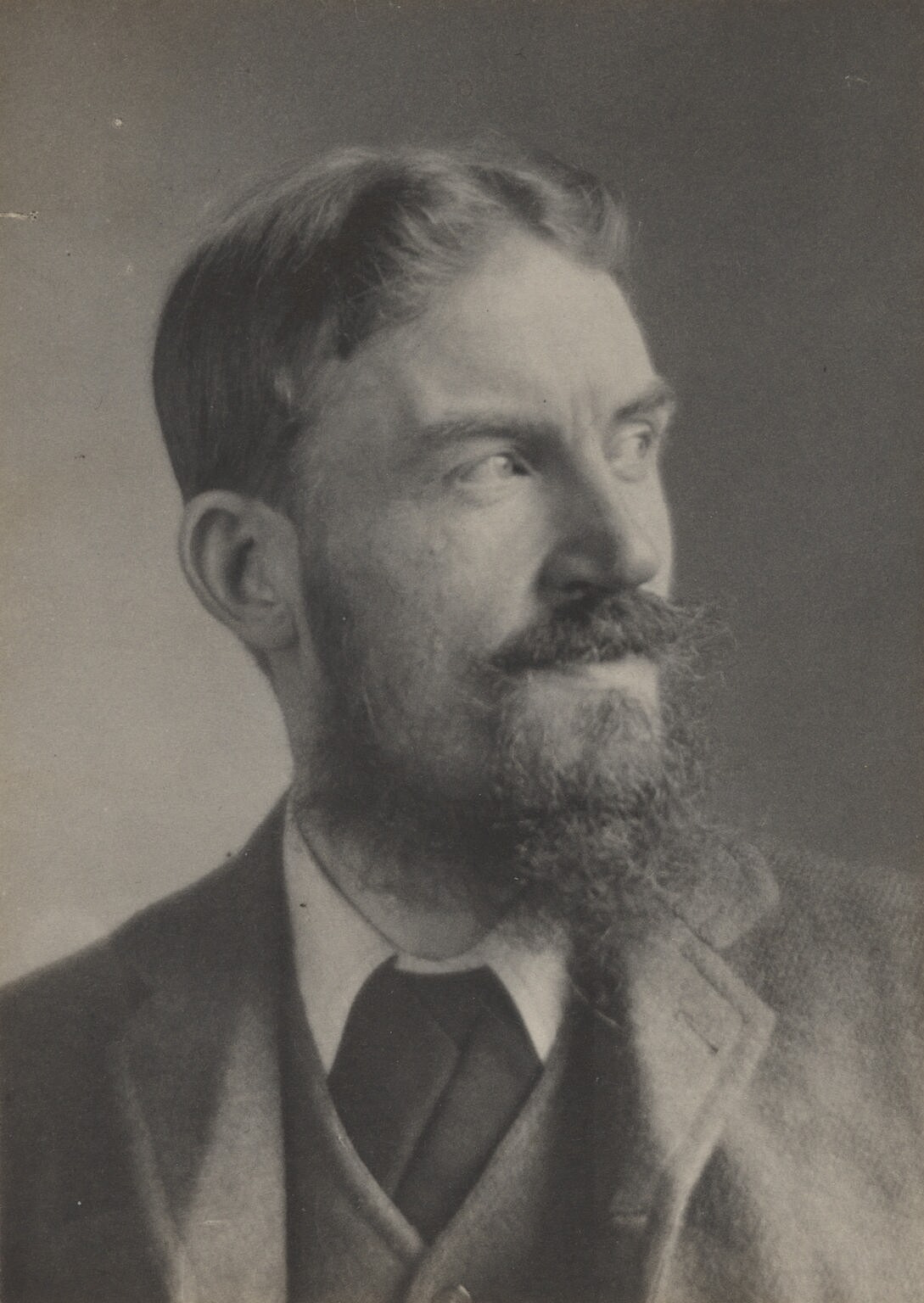

《무기와 인간》(Arms and the Man)은 조지 버나드 쇼의 코미디극으로, 1894년 4월 21일 애비뉴 시어터에서 처음 프로듀싱되고 1898년에는 칸디다를 포함한 쇼의 Plays Pleasant의 일부로서 1898년 출판되었다.
희극적 장치로 관객을 즐겁게 하면서도 전쟁과 사랑에 대한 낭만적 통념을 통렬하게 비판한다. ‘유쾌하지 않은 극’을 통해 자신의 사상을 설파하고자 한 극작가 버나드 쇼는 ‘유쾌한 극’을 통해서도 기존의 통념에 도전할 수 있다는 사실을 ＜무기와 인간＞을 통해 보여 주었다.

## 배경
이 극은 1885년 11월에 불가리아와 세르비아 사이에 실제로 발생했던 전쟁을 배경으로 하고 있다. 제목에서 알 수 있듯이 이 극은 전쟁과 사랑에 대한 상반된 입장을 대조하고 그것을 통해 낭만적이고 비현실적인 영웅주의와 낭만주의를 조롱한다. 비록 발칸반도의 불가리아를 배경으로 하고 있지만 사실 작가는 ＜무기와 인간＞을 통해 당대 영국 사람들이 가지고 있는 낭만적인 이상과 전쟁관에 대해 냉소적으로 공격하고 있다.
짜임새 있는 구성, 코믹한 무대 공간 사용으로 코미디의 즐거움을 극대화해 작품의 마지막 순간까지 관객과 독자들의 관심을 붙잡는다. 이전에 연극 무대를 자신의 사상을 설파하는 연단으로 생각하고 토론을 이끌어 내기 위한 심각하고 진지한 “유쾌하지 않은 극”을 썼던 버나드 쇼는 “유쾌한 극”을 통해서도 관객들에게 생각할 거리를 주고 기존의 통념에 도전을 가할 수 있다는 사실을 ＜무기와 인간＞을 통해 보여 주었다. 이 극은 ‘안티로맨틱 코미디’라는 부제가 붙어 있지만 남녀 간의 사랑이라는 주제를 새로운 각도에서 조명하며 사랑을 통한 주인공의 성장과 잘못된 관념의 교정과 같은 로맨틱 코미디의 주제를 전달한다.